# Histoire de Tahiti

## La formation de l'île de Tahiti
Géologiquement, l'île de Tahiti est un ensemble de deux volcans (Tahiti Nui et Tahiti Iti) créés par le point chaud de la Société (actuellement situé à 85 km au sud-Est de Tahiti). Ainsi, Tahiti fait partie d'un alignement de volcans (îles et monts sous-marins), toutes issues de ce point chaud. Les laves les plus anciennes ont 1,7 million d'années. L'activité volcanique principale de Tahiti Nui a eu lien entre 1,3 et 0,6 millions d'années. Les laves les plus récentes se trouvent sur Tahiti Iti et ont 0,2 million d'années. Les volcans de Tahiti sont donc éteints depuis au moins 200000 ans.

## Le peuplement de l’île de Tahiti

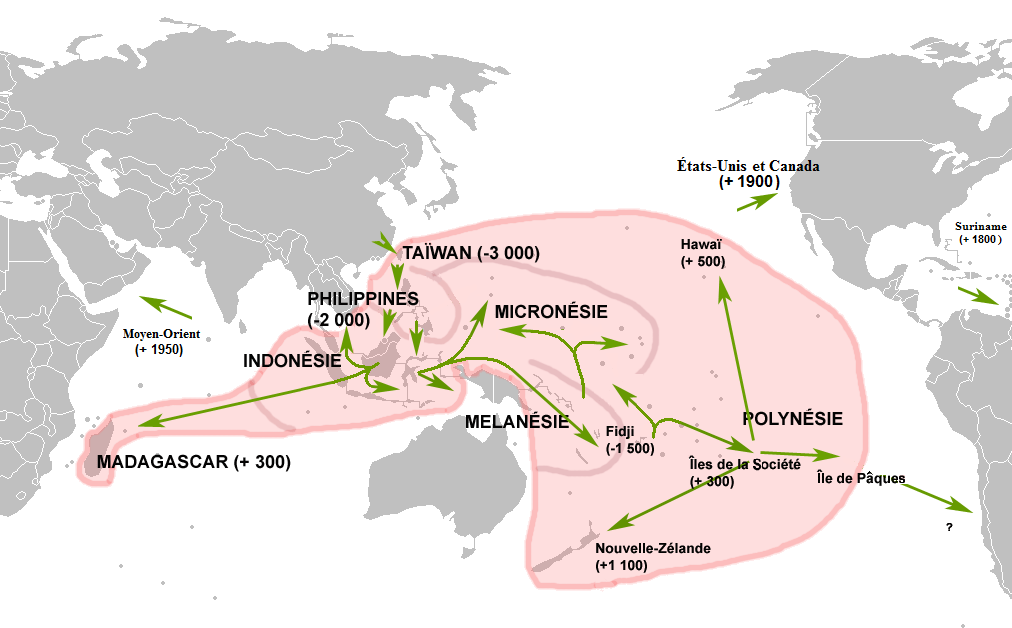
Les migrations austronésiennes

Les anthropologues estiment que les premiers habitants de Tahiti sont arrivés vers 800-900 de notre ère. Des populations austronésiennes sont arrivées en Océanie proche depuis l’Asie du Sud-Est ou l’Indonésie, et se sont installées en Papouasie-Nouvelle-Guinée, l’Australie et les îles Salomon. Le mélange de ces populations et des autochtones a créé la culture Lapita qui s'est propagée au Vanuatu, en Nouvelle-Calédonie, aux Fidji, aux Tonga et aux Samoa. A partir de 500 avant notre ère, apparait une civilisation proto-polynésienne dans les archipels de Samoa, Tonga et Wallis-et-Futuna. C'est de ce noyau que sont partis les premiers habitants de Tahiti.
Cette hypothèse des migrations depuis le Sud-Est asiatique est étayée par de nombreuses preuves linguistiques, biologiques et archéologiques. Par exemple, les langues des Fidji et de la Polynésie appartiennent toutes au même sous-groupe océanien, le fidjien-polynésien, qui fait lui-même partie de la grande famille des langues austronésiennes.
Cette migration, à travers plusieurs centaines de kilomètres de haute mer, a été rendue possible par l’emploi de pirogues à balancier pouvant atteindre plusieurs dizaines de mètres de long et transporter familles, plantes en terre dans des paniers et animaux domestiques. Ainsi, en 1769, James Cook remarque à Tahiti un bateau de 33 mètres de long, pouvant progresser à la voile ou aux pagaies.
En 2010, une expédition sur une pirogue simple à balancier et à voile a retracé, en inverse, le chemin de peuplement, de Tahiti à l'Asie.

## La civilisation pré-européenne
Avant l’arrivée des Européens, l’île est divisée en différentes chefferies aux territoires bien précis dominés par un clan. Ces chefferies étaient liées entre elles par des rapports d’allégeance fondés sur les liens de parenté de leurs dirigeants et leur puissance guerrière. Le clan le plus important de l’île est celui des Teva, dont le territoire s’étendait au sud de Tahiti Nui jusqu’à la presqu’île vers Tahiti Iti. Le clan des Teva était composé des Teva i Uta (« Teva de l'intérieur ») et des Teva i Tai (« Teva de la mer »), et était dirigé par Amo et Purea.
Un clan est composé d’un chef (ari’i rahi), de nobles (ari’i) et de sous-chefs (’Īato’ai). Les ari’i, descendants des dieux polynésiens, sont investis du mana (pouvoir, puissance surnaturelle). Ils portent traditionnellement des ceintures de plumes rouges, symbole de ce pouvoir. Le chef de clan n’a pas de pouvoir politique absolu : il doit composer avec les ari’i et les ’Īato’ai lors de conseils ou des assemblées générales, notamment en cas de guerre. Plus les ari’i sont éloignés du chef de clan, plus ils sont autonomes et font contrepoids à son autorité.
Les clans sont organisés autour du « marae », lieu de culte sacré en plein air. Ces marae sont véritablement le cœur de la vie religieuse et sociale du clan : on y invoque les dieux, intronise les chefs, on y prépare la guerre et la pêche, on y célèbre les naissances et les décès. Il existe une hiérarchie des marae, allant du simple marae familial au marae royal. La taille du marae est proportionnelle à l’influence de la famille. Un des marae royaux de Tahiti est Farepu’a, construit à l’avènement de Tetuana’e Nui (voir plus bas : patrimoine archéologique). Les marae sont protégés par le tapu, interdit absolu et sacré, dont la transgression attire la malédiction. Le terme passera d’ailleurs dans les langues occidentales : tabou.

## Premiers contacts avec les Européens

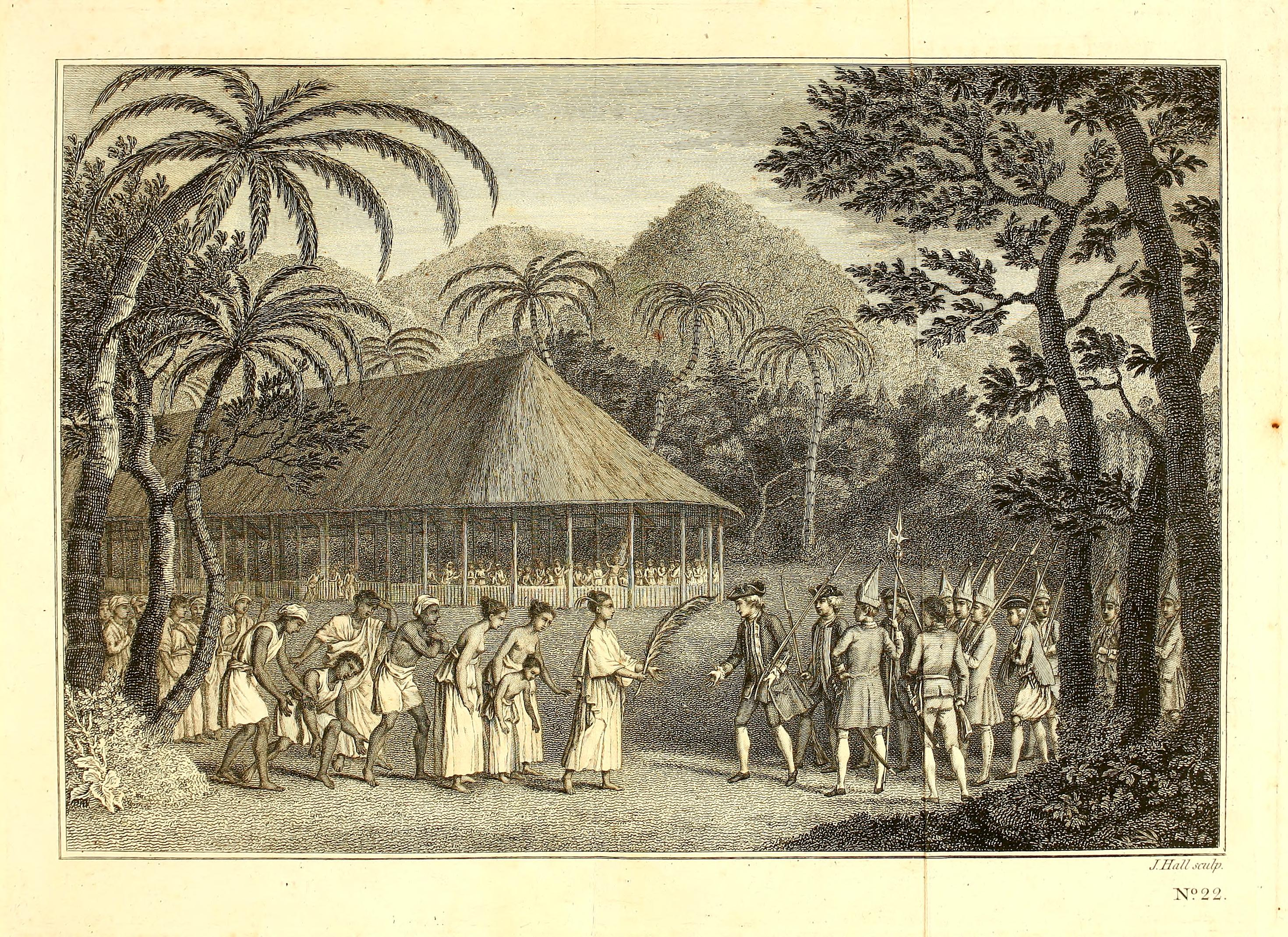
La rencontre de Wallis et d'Oberea

A la fin du XVIIIe siècle, naît l'hypothèse que Pedro Fernandes de Queirós aurait été le premier Européen à apercevoir en 1606 l’île de Tahiti, qu’il aurait nommée La Sagitaria (ou Sagittaria). Cependant, cette théorie est aujourd'hui démentie par la compilation des divers récits de son voyage, exhumés des archives au XIXe siècle, et il s'avère que La Sagittaria correspond en réalité à un atoll des Tuamotu.
Le premier Européen à découvrir Tahiti est en réalité le lieutenant britannique Samuel Wallis qui accoste le 19 juin 1767 dans la baie de Matavai, située sur le territoire de la chefferie de Pare (Arue/Mahina), dirigée par la cheffe Oberea (ou Purea). Wallis baptise l’île « Île du Roi George ». Les premiers contacts sont difficiles : les chaloupes anglaises envoyées dans le but de sonder sont prises à partie par les habitants de l'île dès le 19 juin, et malgré de premiers échanges du 21 au 23 juin, les relations se détériorent à nouveau et du 24 au 26 juin 1767, des pirogues tentent de prendre le navire à l’abordage, soit pour s’approprier les objets métalliques du navire, soit par crainte d’une installation durable des Anglais. En représailles, les marins anglais tirent sur les pirogues et la foule massée sur les collines. En réaction à cette puissante contre-attaque, les habitants de la Baie déposent de nouvelles offrandes aux Anglais, manifestant ainsi leur volonté de paix ou de soumission. Après cet épisode, Samuel Wallis eut des relations cordiales avec la cheffe Oberea (Purea) et resta sur l’île jusqu’au 27 juillet 1767.

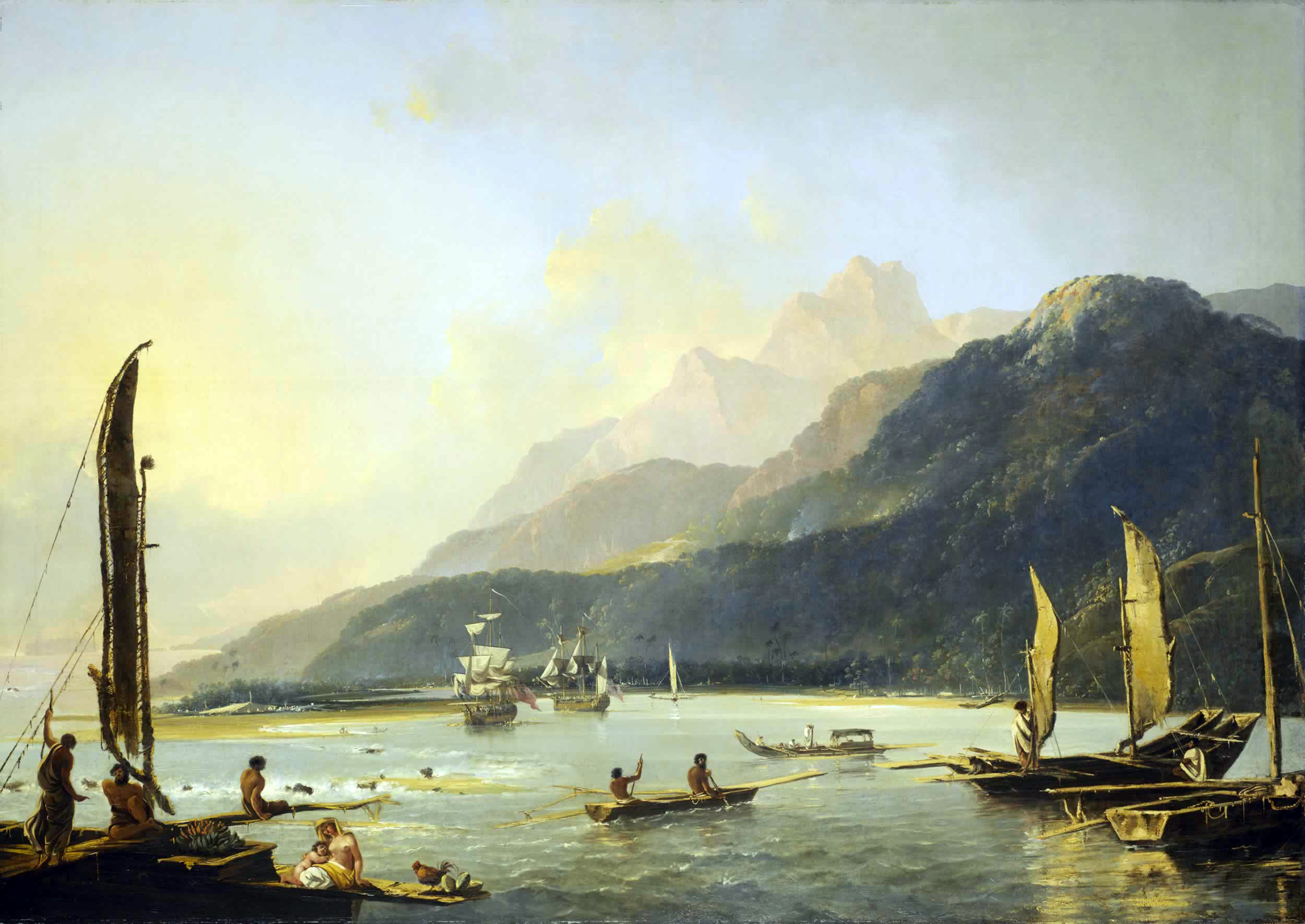
La baie de Matavai, peinte par William Hodges, membre d'une expédition de Cook

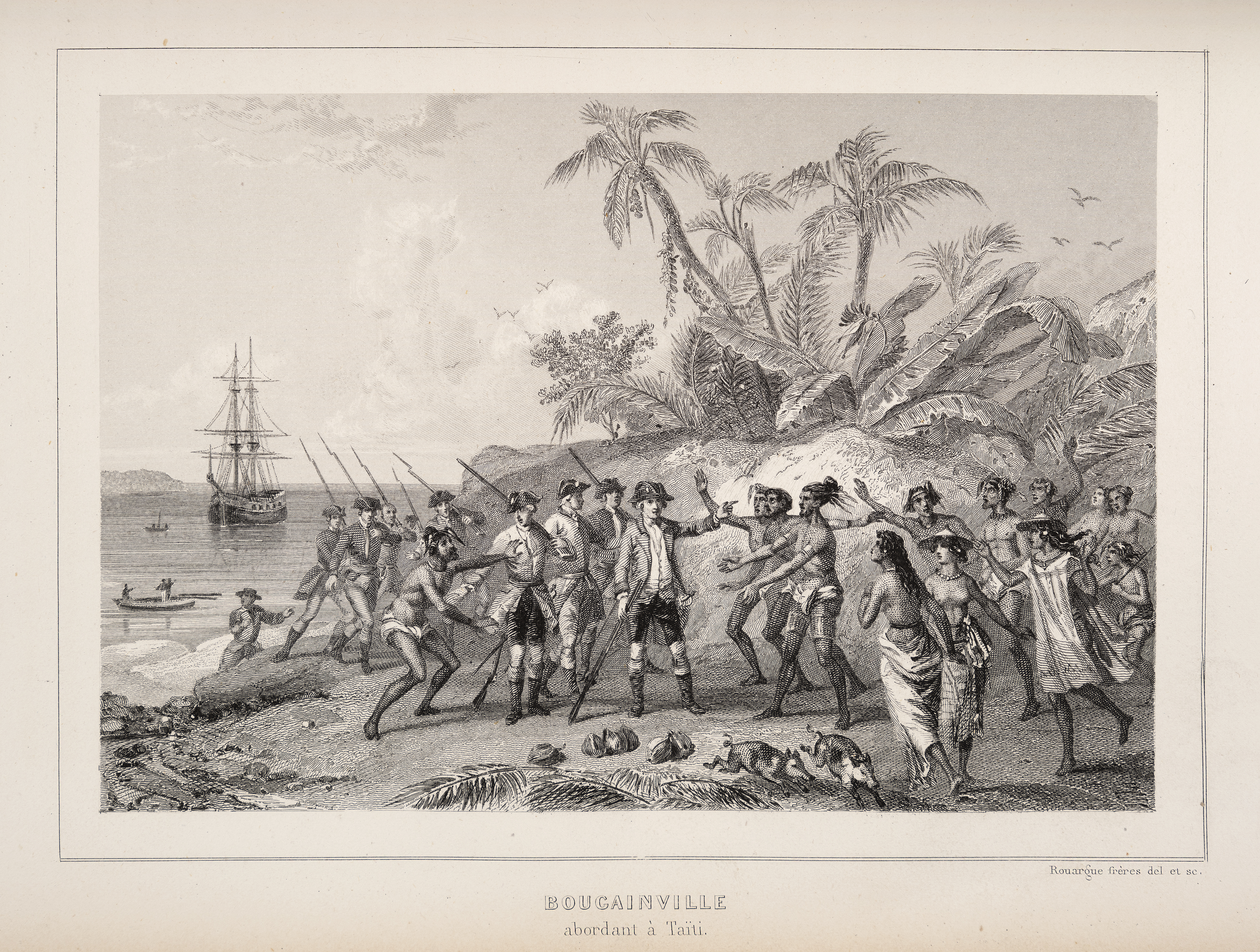
Bougainville abordant à Tahiti, gravure de Rouargues Frères de 1846

Le 2 avril 1768, c’est au tour de Louis-Antoine de Bougainville d’accoster dans la baie de Matavai. Il ne reste qu’une dizaine de jours dans cette île qu’il surnomme la « Nouvelle-Cythère », en hommage à l’accueil chaleureux et à la douceur des mœurs tahitiennes. Le récit qu’il fera de son escale contribuera à la création du mythe du « paradis polynésien » et alimentera le thème du « bon sauvage », cher à Jean-Jacques Rousseau et alors très à la mode. De cette date jusqu’à la fin du XVIIIe siècle, le nom de l’île est phonétiquement orthographié « Taïti ». À partir du XIXe siècle, l’orthographe tahitienne « Tahiti » devient d’usage en français. 
James Cook est missionné en juillet 1768 par la Royal Society pour observer le transit de Vénus devant le Soleil, phénomène qui doit être visible depuis Tahiti le 3 juin 1769. Il arrive à Tahiti à bord de l’Endeavour en avril 1769 et reste sur l’île pendant 3 mois. Ce séjour permet de réaliser pour la première fois un véritable travail scientifique d’observation ethnographique et naturaliste de l’île. Assisté du botaniste Joseph Banks et du dessinateur Sydney Parkinson, Cook rassemble de précieuses informations sur la faune et la flore, ainsi que sur la société, la langue et les coutumes. Son équipe entretient par ailleurs des relations amicales avec la cheffe Oberea (Purea), à l’origine de la dynastie Pomare.
Cook revient à Tahiti entre le 15 août et le 1er septembre 1773, et une dernière fois entre le 13 août et le 8 décembre 1777. Lors de ce dernier séjour, il accompagne le chef Tū (neveu de la cheffe Oberea/Purea) lors d’une expédition guerrière à Mo’orea (’Aimeo). Cook refuse cependant d’apporter son soutien militaire et se contente de visiter l’île.

## L'influence britannique et l’ascension des Pomare

### Les mutinés du Bounty

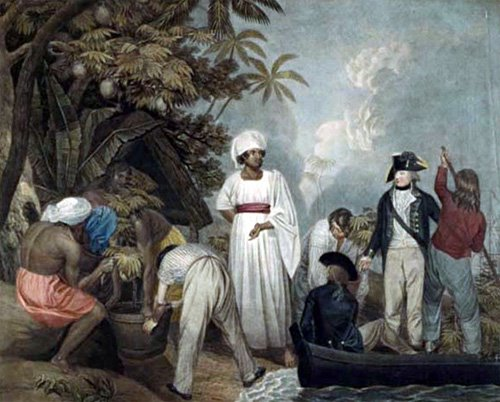
Bligh transplantant des arbres à pain

Le 26 octobre 1788, le Bounty, dirigé par le capitaine William Bligh, débarque à Tahiti avec pour mission de rapporter des arbres à pains tahitiens (’Uru) aux Caraïbes. Joseph Banks, le botaniste de la première expédition de Cook, estime en effet que cette plante serait idéale pour nourrir à moindre coût les esclaves africains travaillant dans les plantations des Caraïbes. L’équipage reste à Tahiti environ 5 mois, le temps de transplanter les pousses d’arbres. Trois semaines après le départ de Tahiti, le 28 avril 1789, l’équipage se mutine sur l’initiative de Fletcher Christian. Les mutinés s’emparent du navire et débarquent le capitaine et les membres d’équipage restés fidèles sur une chaloupe. Une partie des mutinés revient alors s’installer à Tahiti.
Alors que les explorateurs ont refusé de prendre part aux conflits tribaux, les mutinés du Bounty offrent leurs services de mercenaires et fournissent des armes à la famille qui deviendra la dynastie Pomare. Le chef Tū sait en effet tirer parti de sa présence sur les havres préférés des navigateurs. Grâce à l’alliance avec les mutinés, il parvient à accroître considérablement sa suprématie sur l’île de Tahiti.
Vers 1790, l’ambitieux chef Tū prend le titre de roi et se donne le nom de Pomare. Le capitaine Bligh expliquera que ce nom était un hommage à sa fille aînée, morte de tuberculose, une « maladie qui la faisait beaucoup tousser (mare), surtout la nuit (pō) ».
En 1791, le capitaine Edward Edwards débarque à Tahiti dans l’espoir de retrouver des mutins. Le nouveau roi Pomare Ier lui livre les rebelles. Le départ du HMS Pandora marque la fin de l’aventure des mutinés du Bounty sur l’île de Tahiti, mais leur présence aura marqué durablement l’histoire tahitienne.

### Les escales des baleiniers
Dans les années 1790, des baleiniers commencent à faire escale à Tahiti lors de leurs campagnes de pêche dans l’hémisphère Sud. L’arrivée de ces baleiniers, rejoints ensuite par des négociants originaires des colonies pénitentiaires d’Australie, marque le premier bouleversement majeur de la société traditionnelle tahitienne. Les équipages introduisent l’alcool, les armes et les maladies dans l’île, et encouragent la prostitution et la création de distilleries. Ces premiers échanges avec les Occidentaux ont des conséquences catastrophiques sur la population tahitienne, qui décroît rapidement, ravagée par les maladies.

### L'arrivée des missionnaires
Le 5 mars 1797, des missionnaires de la London Missionary Society débarquent à la pointe Vénus (Mahina) à bord du Duff (en), avec pour ambition de détruire les cultes maohi et de christianiser la population. L’arrivée de ces missionnaires marque un nouveau tournant pour l’île de Tahiti, dont la culture locale et la structure sociale sont profondément bouleversées.
Les premières années sont laborieuses pour les missionnaires, malgré leur association avec les Pomare, dont ils connaissent l’importance grâce aux récits des précédents navigateurs. En 1803, à la mort de Pōmare Ier, son fils Vaira'atoa lui succède et prend le titre de Pōmare II. Il s’allie encore davantage avec les missionnaires, et dès 1803 ces derniers lui enseignent la lecture et les Évangiles. Les missionnaires encouragent par ailleurs sa volonté de conquête, afin de n’avoir à traiter qu’avec un seul interlocuteur politique. La conversion de Pomare II en 1812 inaugure l’essor du protestantisme dans l’île.
Vers 1810, Pomare II épouse Teremo’emo’e, fille du chef de Raiatea, pour s’allier aux chefferies des Îles sous le Vent. Le 12 novembre 1815, grâce à ces alliances, Pomare II remporte une bataille décisive à Fe’i Pī (Punaauia), notamment contre Opuhara, le chef du puissant clan des Teva, encore animistes. Cette victoire permet à Pomare II d’être reconnu Ari’i Rahi, c’est-à-dire roi de Tahiti. C’est la première fois que Tahiti est unifiée sous la domination d’une seule famille. C’est la fin de la féodalité tahitienne et de l’aristocratie militaire, remplacée par une monarchie absolue. Parallèlement, le protestantisme se propage rapidement grâce au soutien de Pomare II, et remplace les croyances traditionnelles. Dès 1817, les Evangiles sont traduits en tahitien et enseignés dans les écoles religieuses. En 1818, le Pasteur Crook fonde la ville de Papeete, qui deviendra la capitale de l’île.

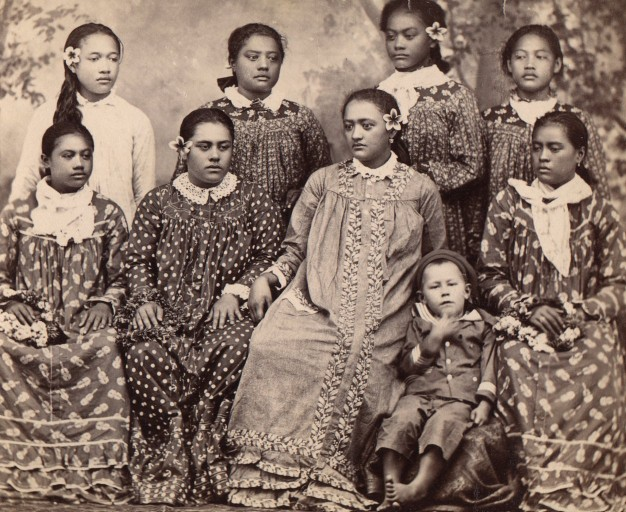
Tahitiennes en robes « missionnaires » ; auparavant, les femmes comme les hommes portaient seulement des ceintures de palmes, des manteaux en fibres, des couronnes de fleurs et des parures.

En 1819, Pomare II, sur l’initiative des missionnaires, instaure le premier code de lois tahitiennes, connu sous le nom de Code Pomare. Les missionnaires et Pomare II imposent alors l’obligation de porter des vêtements couvrant tout le corps, l’interdiction des danses et des chants, des tatouages et des parures de fleurs, toutes ces traditions étant qualifiés d’« impudiques ».
Dans les années 1820, l’ensemble des Tahitiens est converti au protestantisme. Duperrey, qui accoste à Tahiti en mai 1823, témoigne de la transformation de la société tahitienne dans une lettre datée du 15 mai 1823 : « Les missionnaires de la Société Royale de Londres ont totalement changé les mœurs et les coutumes de ces habitants. L’idolâtrie n’existe plus parmi eux et ils professent généralement la religion chrétienne. Les femmes ne viennent plus à bord des bâtiments, elles sont même d’une réserve extrême lorsqu’on les rencontre à terre. (…) Les guerres sanglantes que ces peuples se livraient et les sacrifices humains n’ont plus lieu depuis 1816. » 
Lorsque le 7 décembre 1821 Pōmare II meurt, son fils Pomare III n’a qu’un an. Son oncle et les religieux assurent alors la régence, jusqu’au 21 mai 1824, date à laquelle les missionnaires procèdent à son couronnement, cérémonie inédite à Tahiti. Profitant de la faiblesse des Pomare, les chefs locaux récupèrent une partie de leur pouvoir et prennent le titre héréditaire de « Ta’vana » (issu de l’anglais governor). Les missionnaires en profitent aussi pour modifier l’organisation des pouvoirs, et rapprocher la monarchie royale tahitienne d’une monarchie constitutionnelle sur le modèle anglais. Ils créent ainsi l’assemblée législative tahitienne qui siège pour la première fois le 23 février 1824.
En 1827, le jeune Pomare III meurt subitement, et c’est sa demi-sœur, ’Aimata, âgée de 13 ans, qui prend le titre de Pomare IV. Le pasteur Pritchard, consul d’Angleterre, devient son principal conseiller et tente de l’intéresser aux affaires du royaume. Mais l’autorité de la reine, bien moins charismatique que son père, est contestée par les chefs, qui ont reconquis une part importante de leurs prérogatives depuis la mort de Pomare II. Le pouvoir des Pomare est devenu plus symbolique que réel, et à plusieurs reprises la reine Pomare, protestante et anglophile, demande en vain le protectorat de l’Angleterre.

## Le protectorat français et la fin du royaume Pomare

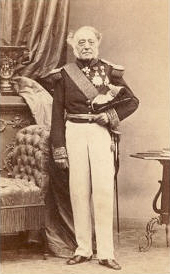
L'amiral Abel Aubert Du Petit-Thouars.

### Mise en place du protectorat
En 1836, le pasteur Pritchard, conseiller de la reine, fait expulser deux prêtres catholiques français, Caret et Laval. En réaction, la France envoie en 1838 l’amiral Abel Aubert Du Petit-Thouars pour obtenir réparation. Une fois sa mission accomplie, l’amiral Du Petit-Thouars se dirige vers les îles Marquises, qu’il annexe en 1842 sur les conseils de Jacques-Antoine Moerenhout, un négociant et diplomate français bien implanté sur place. En août 1842, l'amiral Du Petit-Thouars revient faire escale à Tahiti. Il s’allie alors avec des chefs de Tahiti hostiles aux Pomare et favorables à un protectorat français. Il leur fait signer une demande de protectorat en l’absence de leur reine, avant d’obliger cette dernière à ratifier le traité de protectorat. Avant même que le traité ne soit ratifié par la France, Jacques-Antoine Moerenhout est nommé commissaire royal auprès de la reine Pomare.

le drapeau tahitien, objet de discorde en 1843.

### Du protectorat à l'annexion
Dans le cadre de ce traité de 1842, la France reconnaît la souveraineté de l'État tahitien. La reine est responsable des affaires intérieures, tandis que la France dirige les relations extérieures, et assure la défense et le maintien de l'ordre. Avec la signature du traité de protectorat débute une lutte d'influence entre les protestants anglais et les représentants de la France. Pendant les premières années du protectorat, les protestants parviennent à conserver une grande emprise sur la société tahitienne grâce à leur connaissance du pays et de sa langue. En 1843, le conseiller protestant de la reine, George Pritchard, convainc celle-ci d'arborer le drapeau tahitien à la place du drapeau du protectorat.
En représailles, l'amiral Dupetit-Thouars déclare l'annexion du royaume Pomare le 6 novembre 1843 et y installe le gouverneur Armand Joseph Bruat comme chef de la nouvelle colonie. L'annexion déclenche alors l’exil de la reine aux îles Sous le Vent, l'expulsion de Pritchard sous l'influence de Jacques-Antoine Moerenhout, et après une période de troubles, c’est une véritable guerre franco-tahitienne qui débute en mars 1844.
En avril 1844, la résistance tahitienne s'amplifie et le gouverneur Bruat décide de contre-attaquer massivement en envoyant à Mahaena l'ensemble de ses troupes. La guerre se termine le 17 décembre 1846 à la prise de Fatahua, en faveur des Français. La reine revient d’exil en 1847 et accepte de signer une nouvelle convention qui réduit considérablement ses pouvoirs au profit de ceux du commissaire Jacques-Antoine Moerenhout. Les Français règnent désormais en maîtres sur le royaume de Tahiti. En 1863, ils mettent fin à l’influence britannique en remplaçant les missions protestantes britanniques par la Société des missions évangéliques de Paris.
Le conflit entre George Pritchard et les représentants français prendra le nom d'« Affaire Pritchard ». Celle-ci entraîna des tensions diplomatiques entre la France et le Royaume-Uni et amena Londres à exiger de Louis-Philippe Ier des excuses, le retour au statut de protectorat et le versement d'une indemnité au pasteur Pritchard pour la spoliation de ses biens
À la même époque, environ un millier de Chinois, majoritairement cantonais, sont recrutés à la demande d'un planteur de Tahiti, William Stewart, pour travailler dans la grande plantation de coton d'Atimaono. Lorsque l’entreprise fait faillite en 1873, certains travailleurs chinois rentrent dans leur pays, mais un groupe important reste à Tahiti et se mêle à la population.

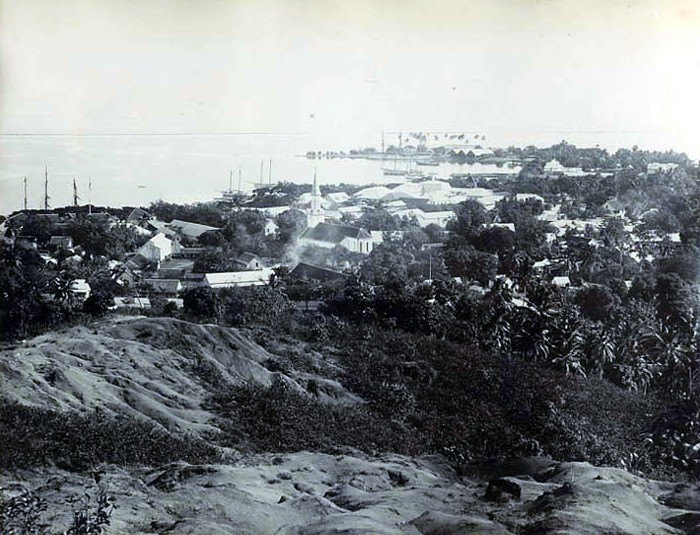
Papeetē en 1890

En 1866 sont créés les conseils de districts, élus, qui se voient attribuer les pouvoirs des chefs traditionnels héréditaires. Dans le contexte de l'assimilation républicaine[réf. nécessaire], ces conseils essaient malgré tout de protéger le mode de vie traditionnel des populations locales. Mais de façon générale, la société traditionnelle tahitienne subit une crise durable, les structures sociales anciennes ayant volé en éclats sous l’influence des colonisateurs européens.

### Annexion
En 1877, la reine Pomare meurt après cinquante ans de règne. Son fils, Pomare V, lui succède alors sur le trône. Le nouveau roi se montre peu investi dans les affaires du royaume, et, lorsqu’en 1880, le gouverneur Chessé, soutenu par des chefs tahitiens, le pousse à abdiquer en faveur de la France, il accepte. Le 29 juin 1880, il cède à la France le royaume de Tahiti ainsi que les îles qui en dépendent. Devenue une colonie, Tahiti perd alors toute souveraineté. Tahiti est cependant une colonie particulière, puisque tous les sujets du royaume de Pomare se voient accorder la citoyenneté française. Le 14 juillet 1881, sous les cris de « Vive la République », la foule célèbre l'appartenance de la Polynésie à la France lors du premier Tiurai (fête nationale et populaire). En 1890, Papeete devient une commune de la République.

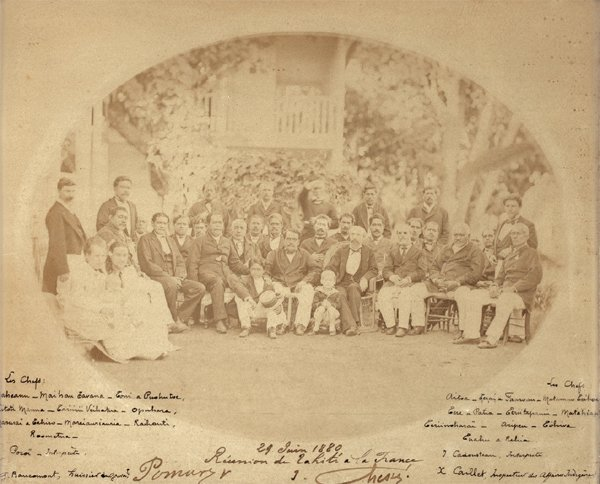
Rattachement de Tahiti à la France, 29 juin 1880

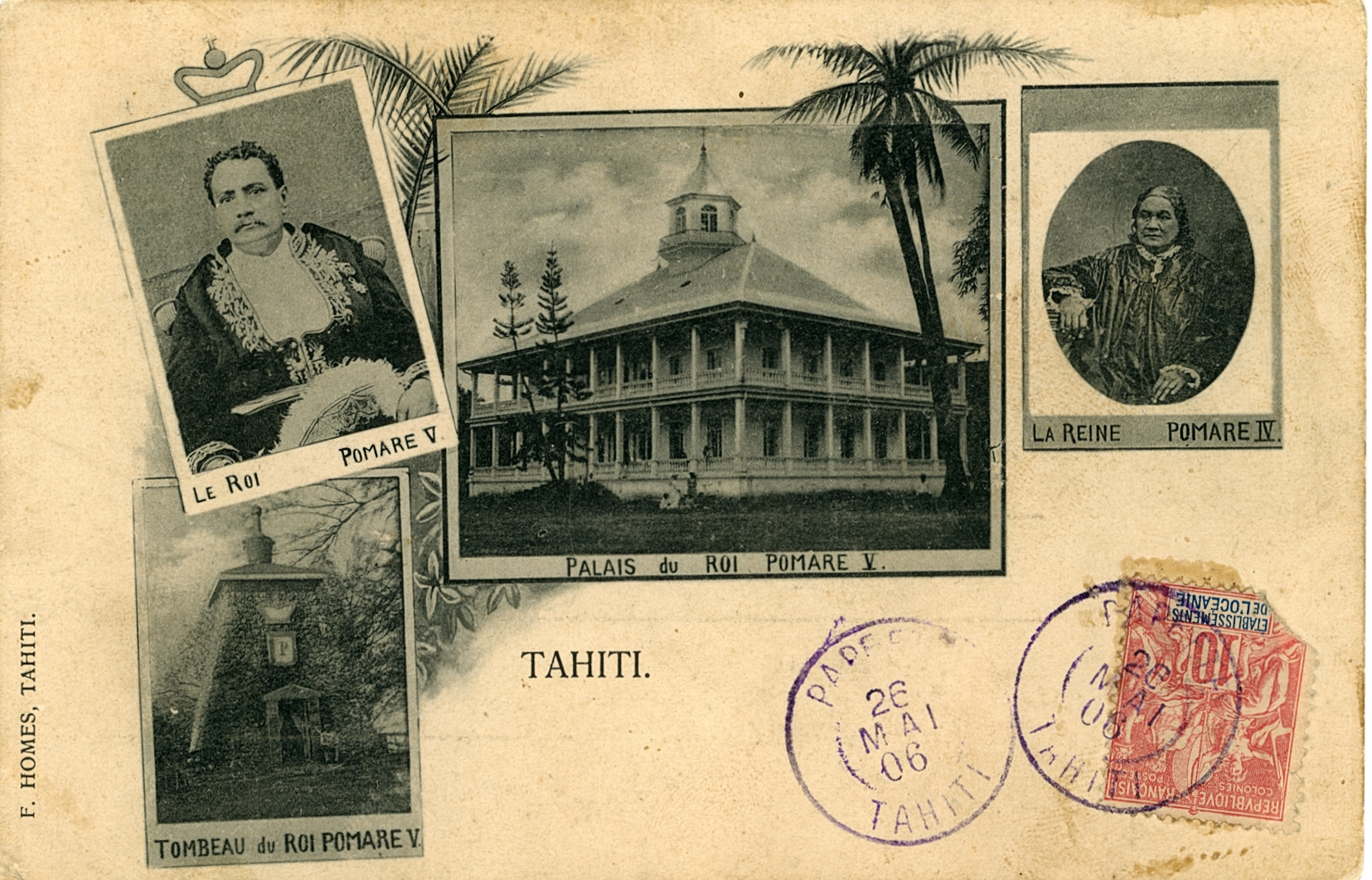
Pomare IV et Pomare V

En 1903, sont créés les Établissements français de l'Océanie, qui rassemblent Tahiti, les autres îles de la Société, les îles Australes, les îles Marquises et les Tuamotu.

## Tahiti auXXesiècle
À partir de 1903, l'histoire politique de Tahiti est indissociable de celle des Établissements français de l'Océanie, qui, de colonie, deviennent territoire français d'outre-mer en 1946 (Constitution de la IVe République) et reçoivent en 1957 le nom de Polynésie française. En 1977, la Polynésie obtient un statut d'autonomie, renforcé en 1984 (statut d'autonomie interne). En 2004, une nouvelle étape est franchie : le territoire devient un pays d'outre-mer (POM).
En 1974, Tahiti a été contaminé par des retombées radioactives à la suite des essais nucléaires français en Polynésie.

### Début de siècle
Durant cette période, le développement de l'île de Tahiti et de sa capitale, Papeete, s'accélère. À partir de 1903, Papeete devient ainsi le principal comptoir des Établissements Français de l’Océanie puis leur capitale politique et administrative. Le premier quart du XXe siècle est marqué par une seconde vague d'immigration chinoise, qui investit massivement le secteur du commerce et s'intègre moins bien que la première vague.

### Première et Seconde guerres mondiales

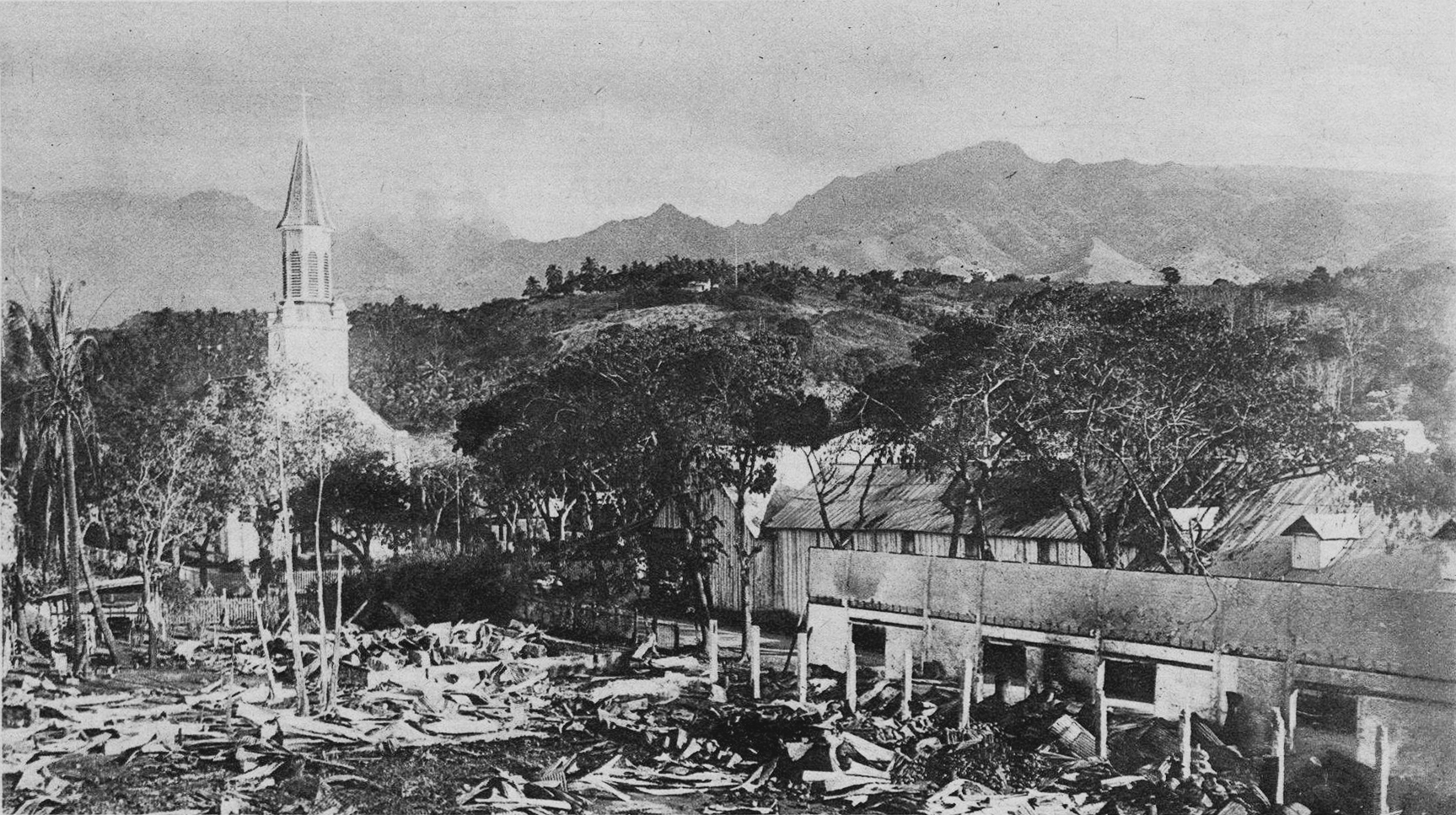
Papeete en ruine après les bombardements.

Le 22 septembre 1914, l'escadre allemande du vice-amiral Maximilian von Spee, composée des deux croiseurs cuirassés SMS Scharnhorst et SMS Gneisenau, arrive devant Tahiti. Elle mène une guerre navale contre le trafic maritime allié. Les navires cherchent à se ravitailler dans le port de Papeete, doté d'un stock de 5 000 tonnes de charbon. Devant la résistance de la marine française dirigée par le lieutenant de vaisseau Maxime Destremau, les croiseurs allemands coulent sa canonnière, la Zélée, et bombardent le centre-ville de Papeete puis s'éloignent de Tahiti indemnes après avoir tiré un total de 49 obus, dont un sur la Zélée, mais sans charbon. Cet échec ôte toute possibilité de ravitaillement à l'escadre de Von Spee, qui remporte sur la Royal Navy la bataille de Coronel, le 1er novembre, mais finira détruite à la bataille des Falklands le 8 décembre 1914, ce qui supprime toute menace navale de surface dans le Pacifique.

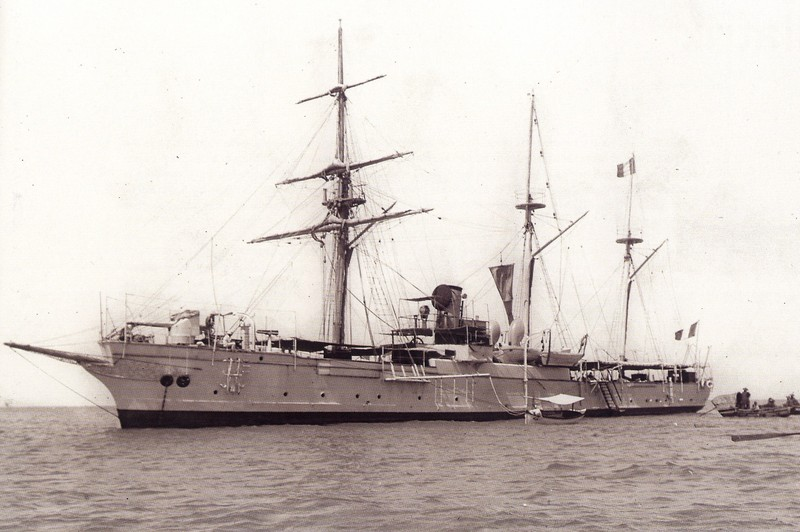
La canonnière Zélée

En novembre et décembre 1918, Tahiti est ravagée par une épidémie de grippe espagnole.
Pendant la Seconde Guerre mondiale, la colonie se rallie dès 1940 à la France libre et le commandant Félix Broche rassemble plusieurs centaines de volontaires pour rejoindre les Forces françaises libres.

### Développement économique des Trente glorieuses et conséquences
Avec l'avènement de la Ve République, la fin des années 1950 et le début des années 1960 marquent un tournant décisif pour le développement économique de l'île. Tahiti est dotée d'importantes infrastructures : construction à partir de 1958 de l'aéroport international de Tahiti-Faaa, installation en 1962 du QG du Centre d'expérimentation du Pacifique (CEP), extension consécutive du port de Papeete. Le tournage de la superproduction Les Révoltés du Bounty avec Marlon Brando contribue au développement économique de l'île. L'État français fait aussi de gros investissements pour développer les équipements et les services publics, ce qui, conjugué avec le désenclavement de l'île, provoque à la fois un exode rural vers Papeete, et un afflux massif de population sur l'île. Le secteur tertiaire se renforce considérablement dans la capitale. C'est le début du phénomène de macrocéphalie urbaine sur Tahiti. 

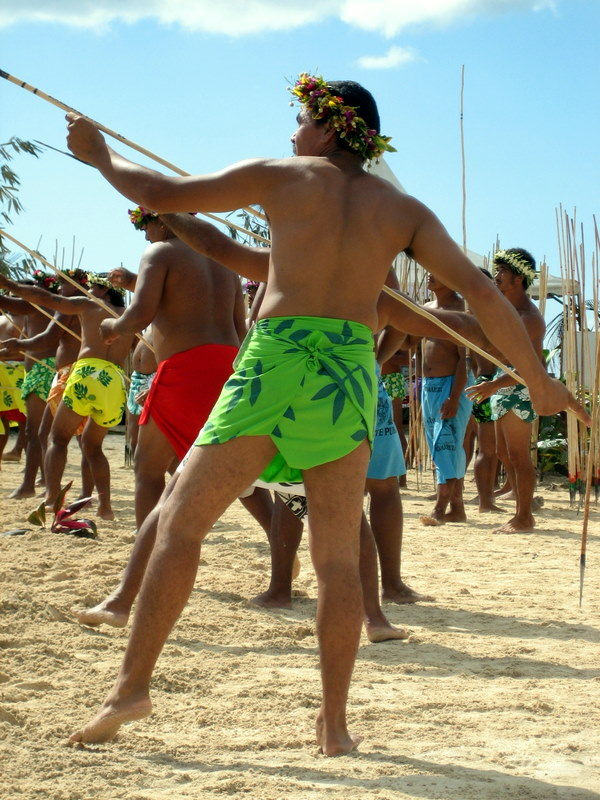
Compétition de javelot, lors du Heivā

Par ailleurs, grâce à la politique volontariste de l'État, l'île de Tahiti rentre progressivement dans le moule républicain et rattrape son retard par rapport à la métropole. En 1973, les Chinois de Tahiti se voient attribuer la nationalité française et en 1971, les districts de Tahiti (ou parfois un groupe de districts) sont élevés au rang de commune.

### Dégradation de l'environnement
En 1974, l'essai nucléaire « raté » Centaure contamine l'île de Tahiti par une pluie radioactive. Les conséquences sanitaires et écologiques de cette contamination perdurent encore actuellement.

### Renouveau culturel
À partir des années 1970, une nouvelle dynamique culturelle émerge sur l'île, avec un renouveau de la culture tahitienne, qui se réfère à un « âge d'or précolonial ». Pour renouer avec l'identité culturelle abandonnée à la suite de l'arrivée des missionnaires, de nombreuses institutions et manifestations sont créées : la Maison des Jeunes et de la Culture (Fare Tahiti Nui), l'Académie tahitienne (Fare Vāna'a, créée en 1975), le musée de Tahiti et des Îles (créé en 1977). Ce renouveau s'exprime aussi par la multiplication des fouilles archéologiques, les expositions artisanales et le nouvel essor du tatouage maohi à partir des années 1980. De même, les festivités du Heiva, chaque mois de juillet, remettent à l'honneur les danses, les jeux et les sports traditionnels. L'émergence de penseurs et artistes polynésiens tels que Henri Hiro, Bobby Holcomb ou des auteurs comme Chantal Spitz, Flora Devatine, Titaua Peu joue un rôle crucial dans la Renaissance culturelle polynésienne